# Font de Mascarell
La Font de Mascarell és una font del poble de Toralla, de l'antic terme de Toralla i Serradell, pertanyent a l'actual municipi de Conca de Dalt, al Pallars Jussà.
Està situada a 816 m d'altitud al costat de ponent del capdamunt de la llau de Mascarell, que en part s'hi forma, al nord de Mascarell i a migdia de la Carretera de Toralla i a ponent de la partida de la Sort i a llevant de la de les Vinyes.